# 森健
森 健（もり けん、1968年1月29日 - ）は、日本のライター、ジャーナリスト。

## 来歴
東京都八王子市生まれ、神奈川県相模原市育ち。神奈川県立相模原高等学校、早稲田大学法学部卒業。大学在学中の1990年からライターとして活動を開始する。1991年春からは講談社の科学雑誌『Quark』や経済雑誌『NEXT』、ニュース写真雑誌『Views』の専属記者として活動、1995年からはフリーランスのライターとして活動している。2012年、『『つなみ』の子どもたち』『つなみ　被災地のこども80人の作文集』で第43回大宅壮一ノンフィクション賞受賞。2015年、『小倉昌男　祈りと経営』で第22回小学館ノンフィクション大賞受賞。2017年、『小倉昌男　祈りと経営』で、大宅壮一ノンフィクション賞からリニューアルした第1回大宅壮一メモリアル日本ノンフィクション大賞受賞。
現在では、主に教育問題やサイエンス方面、とりわけインターネットを筆頭とする情報技術（IT）関連の記事や書籍を数多く執筆している。特に、近年では次世代の情報技術として注目を集めているWeb 2.0について言及している。
2012年12月、有料メルマガ配信サービス「foomii」より、有料メルマガ「森 健の『ニュースを解く読書』　Dive Into Books with News」を配信すると発表した。毎日新聞に対談「森健の現代を見る」連載中

## 著書
- 『人体改造の世紀－ヒトゲノムが切り開く遺伝子技術の功罪』ブルーバックス、講談社、2001年5月
- 『図解でよくわかるポスト・ヒトゲノムビジネスのすべて』、明日香出版、2001年7月
- 『天才とは何か?』（『チャートbooks』）数研出版、2003年4月
- 『インターネットは「僕ら」を幸せにしたか?－情報化がもたらした「リスクヘッジ社会」の行方』アスペクト、2005年9月
- 『グーグル・アマゾン化する社会』光文社新書、2006年9月
- 『就活って何だ　人事部長から学生へ』文春新書、2009年9月
- 『脳にいい本だけを読みなさい!― 「脳の本」数千冊の結論』光文社、2010年2月
- 『ぼくらの就活戦記』文春新書、2010年10月。ISBN 978-4-16-6607754
- 『勤めないという生き方』（メディアファクトリー）、2011年2月。ISBN 978-4-8401-3832-1
- 『「つなみ」の子どもたち 作文に書かれなかった物語』　文藝春秋,　2011年12月
- 『小倉昌男　祈りと経営』小学館, 2016年1月

### 共著
- （川田茂雄監修 / 森健取材・文）『社長をだせ!ってまたきたか!－"あっちでもこっちでも"クレームとの死闘』、宝島社、2004年2月（のち、増訂版を『社長をだせ!ってまたきたか!』の標題で宝島社文庫に収録、2006年3月刊。ISBN 4-7966-5139-X）
- 香山リカ、森健『ネット王子とケータイ姫―悲劇を防ぐための知恵』中央公論新社〈中公新書ラクレ〉、2004年11月。ISBN 978-4121501554。
- 『反動世代 日本の政治を取り戻す』中野剛志,三橋貴明,柴山桂太,施光恒著 インタビュー・編 講談社 2013
- 石井謙一郎、森健、鈴木エイト、甚野博則、伊藤達美ほか 著、文藝春秋 編『統一教会 何が問題なのか』文藝春秋〈文春新書〉、2022年11月18日。ISBN 978-4166613946。